# Pasmo 60 m
Pasmo 60 m (5 MHz) – pasmo amatorskie dostępne w niektórych krajach, w tym w Polsce. W większości krajów obowiązuje „kanałowy” przydział pasma. W Stanach Zjednoczonych praca dopuszczona jest tylko w górnej wstędze bocznej.

## Propagacja
Rozprzestrzenianie się fal radiowych w paśmie 60 m wykorzystuje trzy odrębne mechanizmy:
- fali przyziemnej;
- fali odbitej od jonosfery – wykorzystywana do dalekich łączności;
- Fali wypromieniowanej niemal pionowo (NVIS) – do łączności lokalnych.

Globalna komunikacja możliwa jest podczas przechodzenia Gray Line oraz w warunkach nocnych.
Zgodnie z rekomendacją ITU nr SM.1135 – „SINPO and SINPFEMO codes”, do wystawiania raportów, zamiast tradycyjnych raportów RST używa się kodów SINPO.

## Podział pasma i lista kanałów[2]
| Nazwa kanału | Częstotliwość USB w kHz | Częstotliwość środkowa w kHz | Kraj                                                                                  | Przeznaczenie                |
| ------------ | ----------------------- | ---------------------------- | ------------------------------------------------------------------------------------- | ---------------------------- |
| 102,0        | 5102,0                  | 5103,5                       | Australia                                                                             | WIA / WICEN Kanał ratowniczy |
| 167,5        | 5167,5                  | 5169,0                       | Alaska                                                                                | Kanał ratowniczy             |
| 194,5        | 5194,5                  | 5196,0                       | Niemcy                                                                                | Radiolatarnia DRA5           |
| 250,0~307,0  | 5250,0~5307,0 (VFO)     | 5251,5~5308,5                | Bangladesz                                                                            | Limit pasma 5250~5310 kHz    |
| 258,5        | 5258,5                  | 5210,0                       | Wielka Brytania · Grenlandia · Kanada                                                 | Kanał FA Tylko eksperymenty  |
| 260,0~410,0  | 5260,0~5407,0 (VFO)     | 5261,5~5408,5                | Norwegia                                                                              | Limit pasma 5260~5410 kHz    |
| 267,5        | 5267,5                  | 5269,0                       | Kanada                                                                                | Tylko eksperymenty           |
| 278,5        | 5278,5                  | 5280,0                       | Wielka Brytania · Finlandia · Islandia · Grenlandia                                   | Kanał FB                     |
| 288,5        | 5288,5                  | 5290,0                       | Wielka Brytania · Finlandia · Islandia · Grenlandia · Kanada                          | Kanał FC Tylko eksperymenty  |
| 298,5        | 5298,5                  | 5300,0                       | Finlandia                                                                             |                              |
| 318,5        | 5318,5                  | 5320,0                       | Kanada                                                                                | Tylko eksperymenty           |
| 327,5        | 5327,5                  | 5329,0                       | Kanada                                                                                | Tylko eksperymenty           |
| 330,5        | 5330,5                  | 5332,0                       | Stany Zjednoczone · Finlandia · Islandia · Saint Lucia                                |                              |
| 346,5        | 5346,5                  | 5348,0                       | Stany Zjednoczone · Finlandia · Islandia · Saint Lucia                                |                              |
| 355,0        | 5355,0                  | 5356,5                       | Australia                                                                             | WIA / WICEN Kanał ratowniczy |
| 366,5        | 5366,5                  | 5368,0                       | Wielka Brytania · Stany Zjednoczone · Finlandia · Islandia · Grenlandia               | Kanał FK                     |
| 371,5        | 5371,5                  | 5373,0                       | Wielka Brytania · Stany Zjednoczone · Finlandia · Islandia · Grenlandia · Saint Lucia | Kanał FL                     |
| 398,5        | 5398,5                  | 5400,0                       | Wielka Brytania · Stany Zjednoczone · Finlandia · Islandia · Grenlandia               | Kanał FE                     |
| 403,5        | 5403,5                  | 5405,0                       | Wielka Brytania · Stany Zjednoczone · Islandia · Saint Lucia · Kanada                 | Kanał FM Tylko eksperymenty  |

### Pasmo 60 m w Wielkiej Brytanii
Ten segment częstotliwości znany jako 60 meters band jest przedmiotem aktywnych badań ze względu na jego właściwości propagacji. W Wielkiej Brytanii badania te znane są pod nazwą Five Megs Experiment.
Istnieje kilka dodatkowych ograniczeń np. niedozwolone jest „łamanie” znaków przez /m (radiostacje przenośne) lub /mm (praca na morzu) oraz obowiązuje ograniczenie mocy nadajnika do 200 W PEP. Pasmo to używane jest również do łączności wykorzystujących cyfrowe rodzaje emisji, takie jak PSK31, MFSK, SSTV i Hellschreiber.
W paśmie 60 m aktywne są także radiolatarnie pracujące zmiennymi mocami: GB3RAL (IO91IN), GB3WES (IO84QN) oraz GB3ORK (IO89JA).
Instrukcje do pracy w paśmie 60 metrów w Wielkiej Brytanii określone są na stronach RSGB.
Obowiązujące kanały używane do pracy w paśmie 60 metrów w Wielkiej Brytanii:
| Pasmo 60 metrów | 5258,5 |  | 5278,5 |  | 5288,5 |  | 5366,5 |  | 5371,5 |  | 5398,5 |  | 5403,5 |
| --- | ------ |  | ------ |  | ------ |  | ------ |  | ------ |  | ------ |  | ------ |
| Wielka Brytania | FA     |  | FB     |  | FC     |  | FK     |  | FL     |  | FE     |  | FM     |
| Uwaga: w Wielkiej Brytanii moc jest ograniczona do 200 W oraz stosuje się kanały o szerokości pasma 3kHz. Częstotliwość 5403,5 kHz jest wspólna dla USA, Wielkiej Brytanii, Norwegii i Danii. Kanał FC używany jest przez radiolatarnie. |        |  |        |  |        |  |        |  |        |  |        |  |        |

### Pasmo 60 m w Danii i Norwegii
| Pasmo 60 metrów | początek      |  | 5310,0       |  | 5335,0 |  | 5355,0         |  | 5375,0                |  | 5403,5        |  | koniec        |
| --- | ------------- |  | ------------ |  | ------ |  | -------------- |  | --------------------- |  | ------------- |  | ------------- |
| Norwegia · Dania | 5260.0 5250.0 |  | Wywołanie CW |  | QRP    |  | Emisje cyfrowe |  | Wywołanie krajowe USB |  | Wywołanie USB |  | 5410.0 5450.0 |
| Uwaga: pasmo 60 metrów w Norwegii 5260–5410 kHz, w Danii 5250–5450 kHz. W Danii moc nadajnika ograniczona jest do 1 kW. Częstotliwość 5403,5 kHz jest wspólna dla USA, Wielkiej Brytanii, Norwegii i Danii. |               |  |              |  |        |  |                |  |                       |  |               |  |               |

### Pasmo 60 metrów w Polsce
26 maja 2017 roku weszło w życie Rozporządzenie Rady Ministrów z dnia 24 kwietnia 2017 r. ogłoszone w Dzienniku Ustaw (Dz.U. z 2017 r. poz. 920) zmieniające rozporządzenie w sprawie Krajowej Tablicy Przeznaczeń Częstotliwości. Zgodnie z tym rozporządzeniem krótkofalowcy na terenie Polski zgodnie z postanowieniami konferencji WRC-15 otrzymują prawo używania pasma 60 metrów w przedziale częstotliwości od 5351,5 do 5366,5 kHz z dopuszczalną mocą 15 W EIRP na zasadach drugorzędności.

### Pasmo 60 m w USA
Pasmo 60 metrów stało się dostępne dla amerykańskich krótkofalowców w 2003 r. Dozwolona jest praca wyłącznie USB.
Kanały używane do pracy w paśmie 60 metrów w USA:
| Pasmo 60 metrów | 5330 – 5406 | 5330 – 5406 | 5330 – 5406 | 5330 – 5406 | 5330 – 5406 | 5330 – 5406 | 5330 – 5406 | 5330 – 5406 | 5330 – 5406 | 5330 – 5406 | 5330 – 5406 | 5330 – 5406 | 5330 – 5406 | 5330 – 5406 |
| --- | ----------- | ----------- | ----------- | ----------- | ----------- | ----------- | ----------- | ----------- | ----------- | ----------- | ----------- | ----------- | ----------- | ----------- |
| Stany Zjednoczone | 5330,5      |             | 5346,5      |             | 5366,5      |             | 5371,5      |             | 5403,5      |             |             |             |             |             |
| Licencje: General, Advanced, Extra |             |             |             |             |             |             |             |             |             |             |             |             |             |             |
| Uwaga: Dozwolona jest praca wyłącznie USB, szerokość pasma 2,8 kHz (emisja 2K80J3E), moc 50 W PEP ERP w stosunku do dipola półfalowego na częstotliwości nośnej wskazanej w tym wykresie. Częstotliwość 5403,5 kHz jest wspólna dla USA, Wielkiej Brytanii, Norwegii i Danii. |             |             |             |             |             |             |             |             |             |             |             |             |             |             |

### Pasmo 60 metrów w innych krajach
Stacje irlandzkie otrzymały pozwolenie na pracę w paśmie 60 m na początku 2008 roku. Dopuszczalna szerokość pasma 3 kHz, częstotliwości środkowe 5280 kHz, 5400 kHz, 5405 kHz oraz 5290 kHz tylko dla radiolatarni.
Odnotowano także działalność w paśmie 5 MHz podczas ekspedycji DX w Kenii (5Z4HW), na Wyspie Wniebowstąpienia (ZD8I) oraz w Rosji, Kolumbii i Meksyku.
Niektóre kraje niechętnie wydają zezwolenia krótkofalowcom na pracę w tym paśmie, a jeśli już to nastąpi, to wyjątkowych przypadkach, po indywidualnych wnioskach na zasadzie drugorzędności i często na czas określony.